# Syro-malankarische Kirche

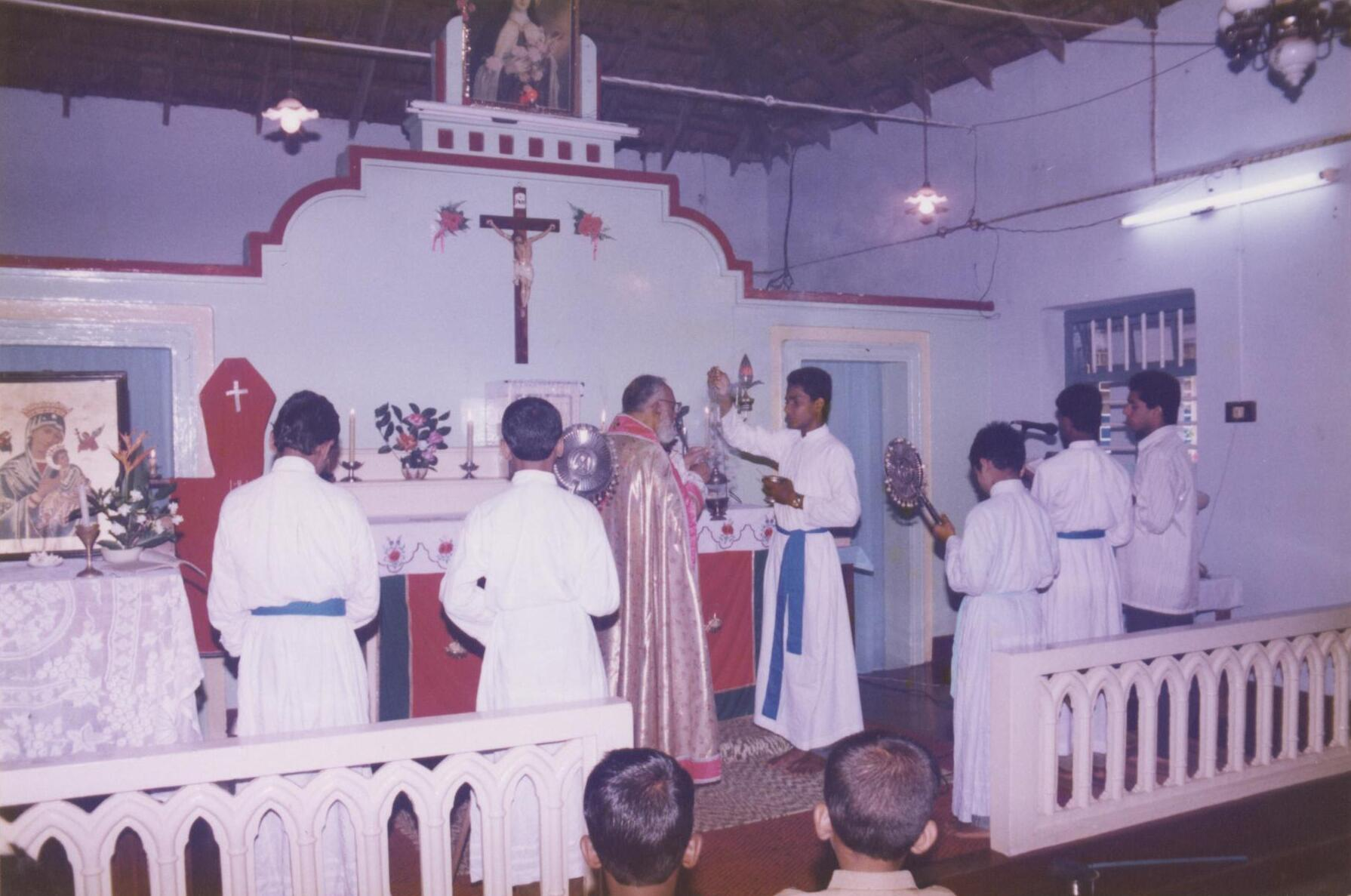
Syro-malankarische Messe, Kundara, Little Flower Church, Erzdiözese Trivandrum, 1998

Die syro-malankarische katholische Kirche ist die katholische Ostkirche der indischen Thomaschristen des antiochenischen Ritus.
Daneben gibt es noch weitere ähnliche christliche Konfessionen in Kerala.

## Geschichte
Die Syro-Malankaren sind ein Teil jener indischen Thomaschristen, die nach dem sogenannten Schwur vom Schiefen Kreuz (1653) autokephal und zur malankara-syrisch-orthodoxen Kirche wurden (in Südindien auch „Jakobiten“ genannt). Sie mussten dabei ihren angestammten ost-syrischen Ritus (auch Chaldäischen Ritus) der Thomaschristen aufgeben, da sie zur Weiheerteilung nur westsyrische Bischöfe aus dem orthodoxen Patriarchat von Antiochien fanden. Von dort übernahmen sie zwangsweise den west-syrischen Ritus (auch Antiochischen Ritus). Der größere Teil der Thomaschristen bewahrte 1653 die Einheit mit Rom und folgt bis heute immer noch dem originären ostsyrischen Ritus. Er wird als syro-malabarische Kirche bezeichnet.

### Union mit Rom
Angesichts permanenter Spaltungen innerhalb der syrisch-orthodoxen Thomaschristen in Indien nahm 1926 der in Opposition zum syrisch-orthodoxen Patriarchen von Antiochien stehende Metropolit von Malankara, Mar Basilios II. († 1929), mit seinen fünf Bischöfen Unionsverhandlungen mit Rom auf. Hierbei stellten sie lediglich die Forderung nach:
- Bewahrung ihrer nach 1653 angenommenen westsyrischen Liturgie,
- Belassung der amtierenden Bischöfe auf ihren Sitzen und
- Unabhängigkeit vom Patriarchat Antiochien.

Diesen Bedingungen wurde vom Heiligen Stuhl zugestimmt.

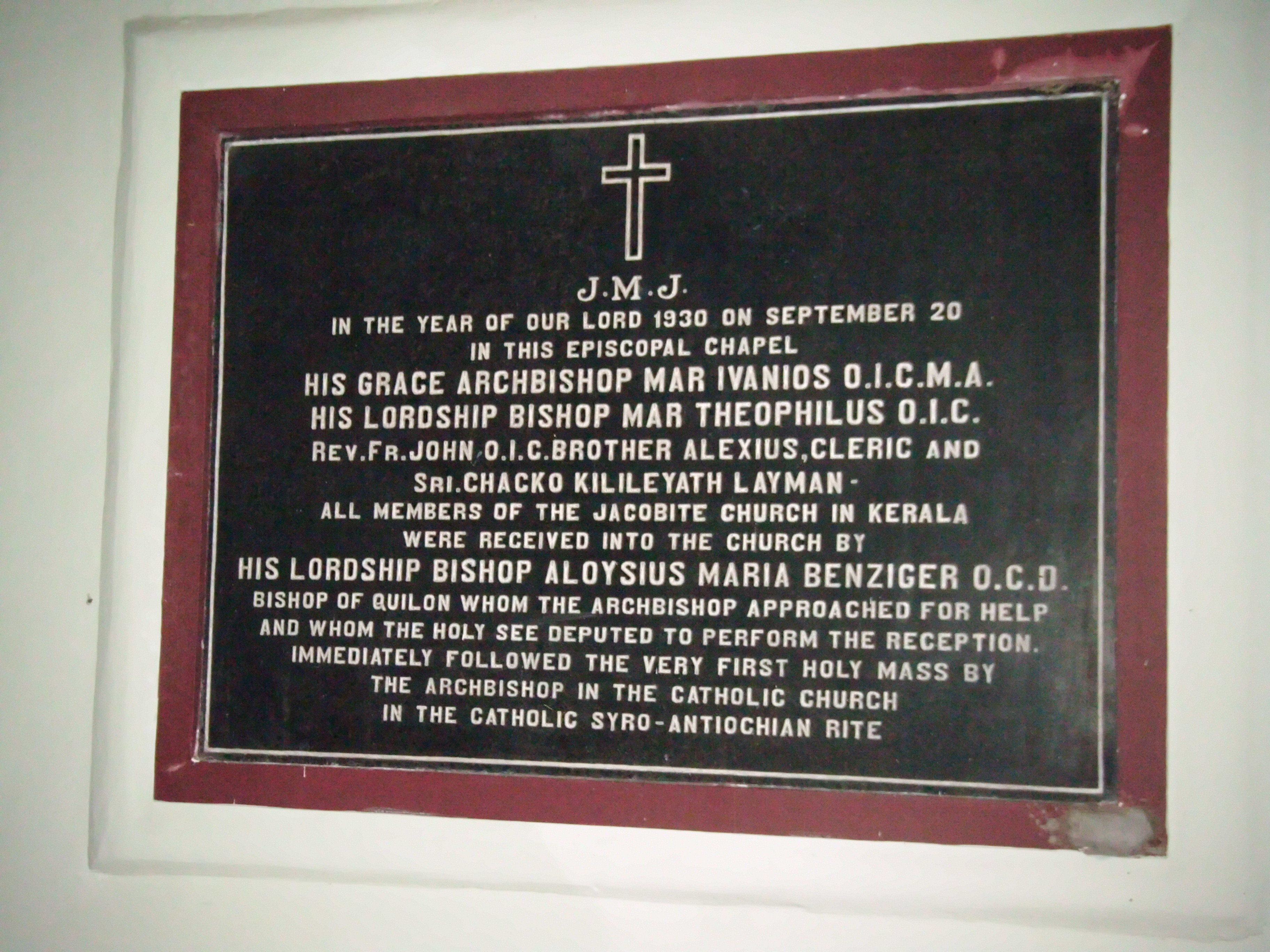
Gedenktafel an die Gründung der syro-malankarisch katholischen Kirche am 20. September 1930 in der Bischofskapelle von Quilon.

Die Unionsverhandlungen kamen in Gang durch die Freundschaft zwischen dem lateinischen Bischof von Quilon, Alois Benziger, und dem in dessen Diözesangebiet residierenden orthodoxen Erzbischof Mar Ivanios. Benziger war ein Kenner der orientalischen Liturgien und überarbeitete mit Mar Ivanios angesichts der bevorstehenden Vereinigung mit Rom die westsyrische Liturgie der Gemeinschaft. Beide Bischöfe handelten auch die Detailfragen der Union aus.
Am 20. September 1930 traten zunächst lediglich zwei Bischöfe in Kommuniongemeinschaft mit dem Papst in Rom:
- Erzbischof Geevarghese Mar Ivanios Panicker[2] (1932–1953 Erzbischof von Trivandrum) und
- Bischof Mar Theophilos[3], von Tiruvalla O.I.C. (ab 1938 erkrankt, † 1956).

Der feierliche Übertritt fand in der Bischofskapelle zu Quilon statt, wo heute noch eine Gedenktafel daran erinnert. Bischof Benziger nahm im Auftrag des Papstes das Glaubensbekenntnis der beiden Bischöfe entgegen und hieß sie in der vollen Einheit der katholischen Kirche willkommen. Am nächsten Morgen fand dort die erste Messe in dem neuen syro-malankarischen Ritus statt. Für Mar Ivanios ist inzwischen der Seligsprechungsprozess eingeleitet und er wurde in einer Vorstufe zum „Ehrwürdigen Diener Gottes“ erklärt.
Einige Jahre später folgten zwei weitere Bischöfe:
- 1932 Joseph Mar Severios Valakuzhy[4], (ab 1938 zunächst Apostolischer Administrator, ab 1950 Bischof von Tiruvalla, 1954 Titularerzbischof, † 1955) und
- 1939 Thomas Mar Dioskoros Ottathaikal[5], Bischof der sog. Südchristen (Knananiten) innerhalb des syrisch-antiochenischen Patriarchats († 1943).

1932 wurde die ordentliche Hierarchie der Syro-Malankara Katholischen Kirche eingerichtet mit dem Großerzbistum Trivandrum (Thiruvananthapuram) als Metropolie und Tiruvalla als Suffragandiözese, ohne rechtliche Bindung an das syrisch-katholische Patriarchat Antiochien.
Der Priester Givergis Paniker (1912–1986) war einer der führenden Liturgiker der malankarischen Katholiken.

## Gegenwart

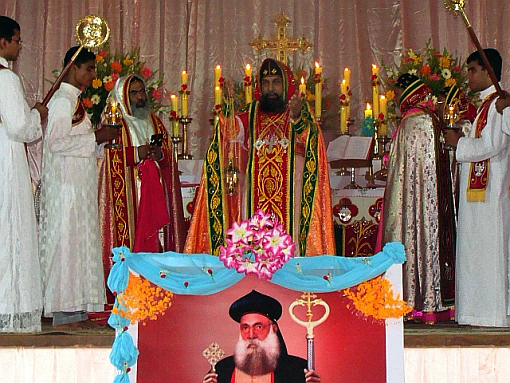
Syro-malankarische Pontifikalmesse für den Gründer, Mar Ivanios, mit dessen geschmücktem Bild im Vordergrund

Die elf Diözesen in Indien, an deren Spitze heute der Großerzbischof von Trivandrum (Thiruvananthapuram) steht, zählten 2019 insgesamt rund 460.000 Gläubige. Außerhalb Indiens gibt es zwölf Gemeinden in den USA und fünf in Deutschland.
Im syro-malankarischen Ritus ist die Zelebration in Richtung Volk – wie heute im lateinischen Ritus üblich – nicht üblich. Von Interesse ist auch das monastische Leben auf der Grundlage von Kurisumala Aschram (1958). Es ist eine Gemeinschaft von Zisterziensern, welche die syrische Liturgie feiern und in strenger Askese leben.
Am 10. Februar 2005 wurde die syro-malankarische Kirche von Papst Johannes Paul II. mit der Apostolischen Konstitution Ab ipso sancto Thoma Apostolo kanonisch als autonomes Großerzbistum errichtet und der bisherige Erzbischof von Thiruvananthapuram, Cyril Mar Baselios Malancharuvil O.I.C., zum Großerzbischof erhoben (syro-malankarische Katholiken nennen ihn Katholikos). Der derzeitige Großerzbischof ist seit 10. Februar 2007 Isaac Cleemis Thottunkal, welcher am 24. November 2012 von Papst Benedikt XVI. zum Kardinal kreiert wurde. Er war damals der weltweit jüngste lebende Kardinal.

## Administrative Struktur
Die administrative Struktur besteht aus zwei Erzdiözesen und sieben Suffraganbistümern in Kerala. 2015 wurden zwei weitere Diözesen errichtet, die das bis dahin dem Apostolischen Visitator der syro-malankarischen Gläubigen außerhalb des Stammgebiets ihrer Kirche unterstellte Territorium umfassen:
Indien
- Großerzbistum Trivandrum
  - Eparchie Marthandom (im Bundesstaat Tamil Nadu)
  - Eparchie Mavelikara
  - Eparchie Pathanamthitta (seit 2010)
  - Eparchie Parassala (seit 2017)
- Erzeparchie Tiruvalla
  - Eparchie Battery
  - Eparchie Muvattupuzha
  - Eparchie Puthur (seit 2010)
- Eparchie Gurgaon (immediat, seit 2015, für die syro-malankarischen Gläubigen in Nordindien)
- Eparchie Sankt Ephrem in Khadki (immediat, seit 2015 als Exarchat für die syro-malankarischen Gläubigen in Südindien außerhalb von Kerala, seit 2019 Eparchie)

Vereinigten Staate und Kanada
Für die syro-malankarischen Gläubigen in den Vereinigten Staaten wurde 2010 ein Apostolisches Exarchat eingerichtet, das 2016 zur immediaten Eparchie St. Mary Queen of Peace der Vereinigten Staaten und Kanadas erhoben wurde. 

## (Groß-)Erzbischöfe von Trivandrum
|                                          | Lebensdaten | Amtszeit  | Anmerkungen            |
| ---------------------------------------- | ----------- | --------- | ---------------------- |
| Geevarghese Mar Ivanios Panicker         | 1882–1953   | 1932–1953 |                        |
| Benedict Varghese Gregorios Thangalathil | 1916–1994   | 1955–1994 |                        |
| Cyril Baselios Malancharuvil             | 1935–2007   | 1995–2007 | ab 2005 Großerzbischof |
| Isaac Cleemis Thottunkal                 | 1959–       | 2007–     |                        |

## Galerie zur Hauptkathedrale des Großerzbischofs in Trivandrum

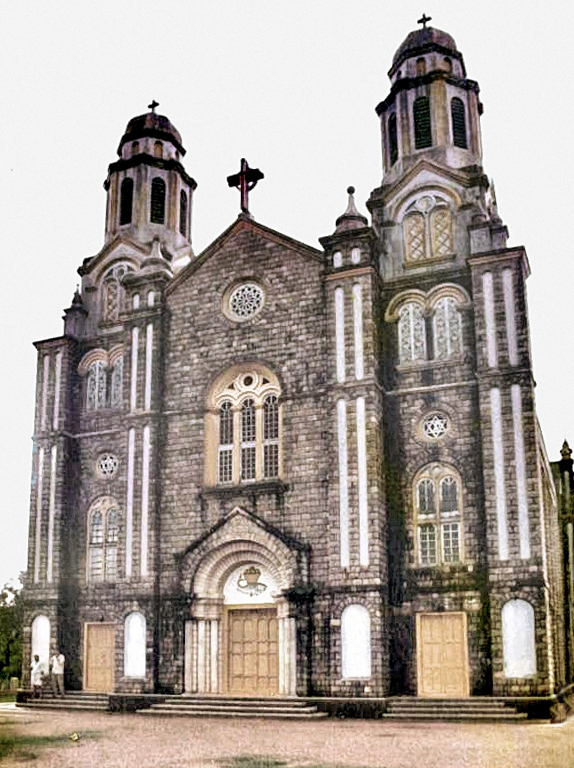
St. Mary’s Cathedral Trivandrum, Fassade, 1995
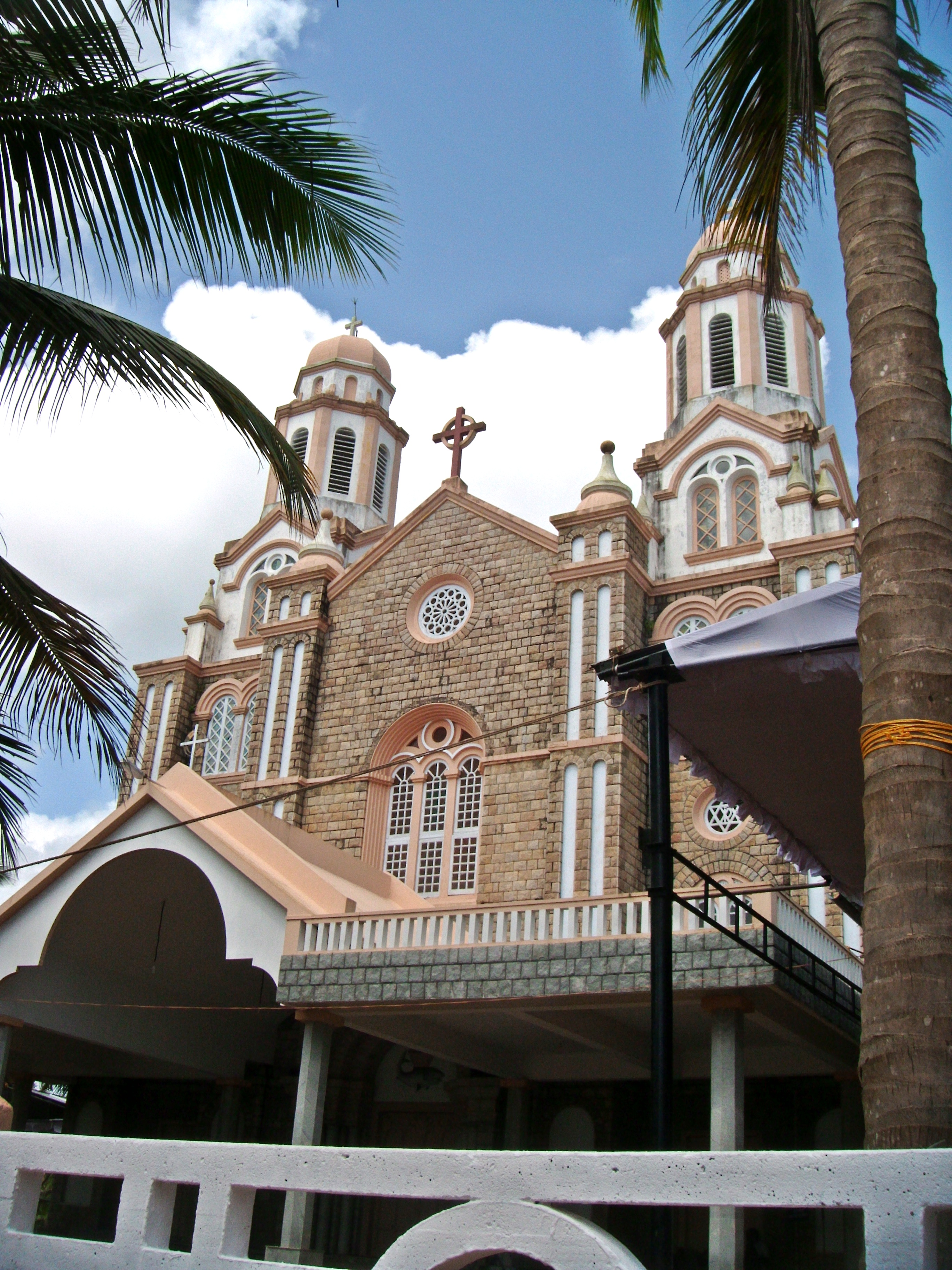
St. Mary’s Cathedral, Fassade mit Vorbau, 2013
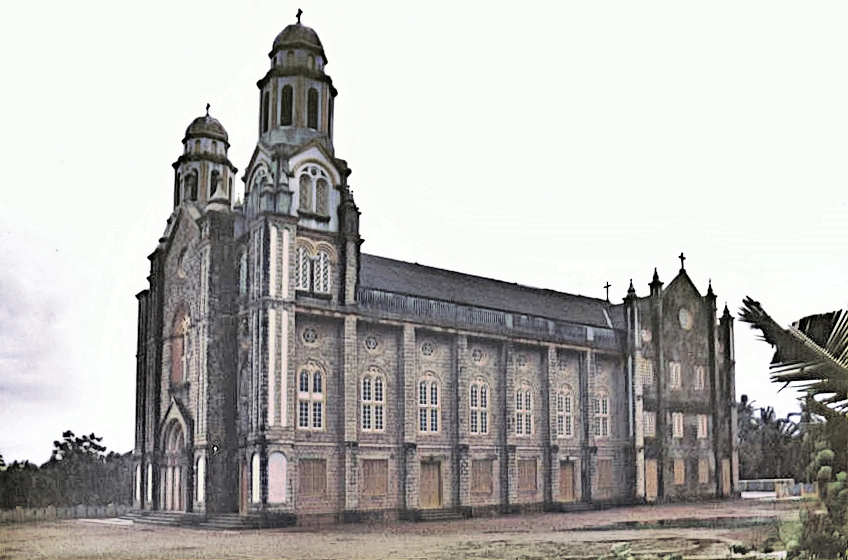
St. Mary’s Cathedral Trivandrum, Gesamtansicht, 1995
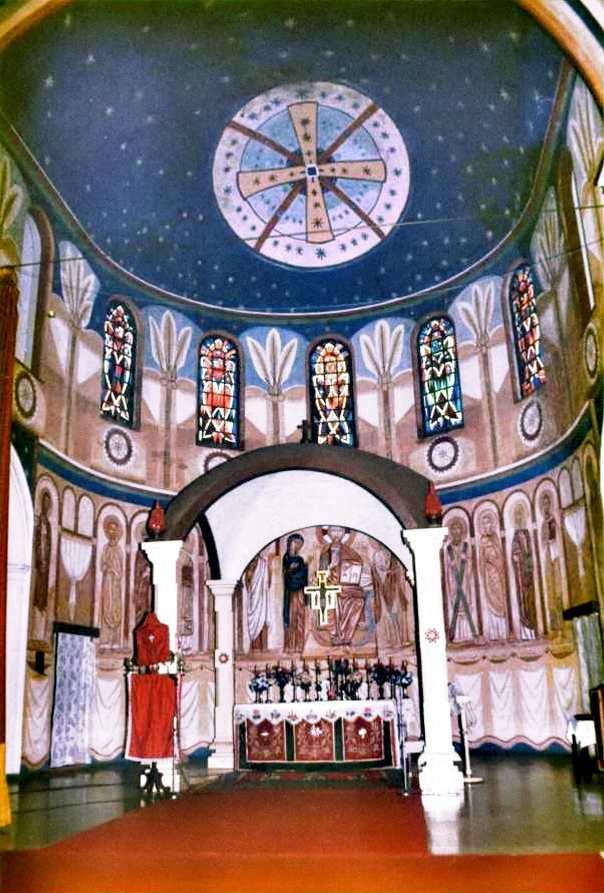
St. Mary’s Cathedral Trivandrum, Chorraum, 1995
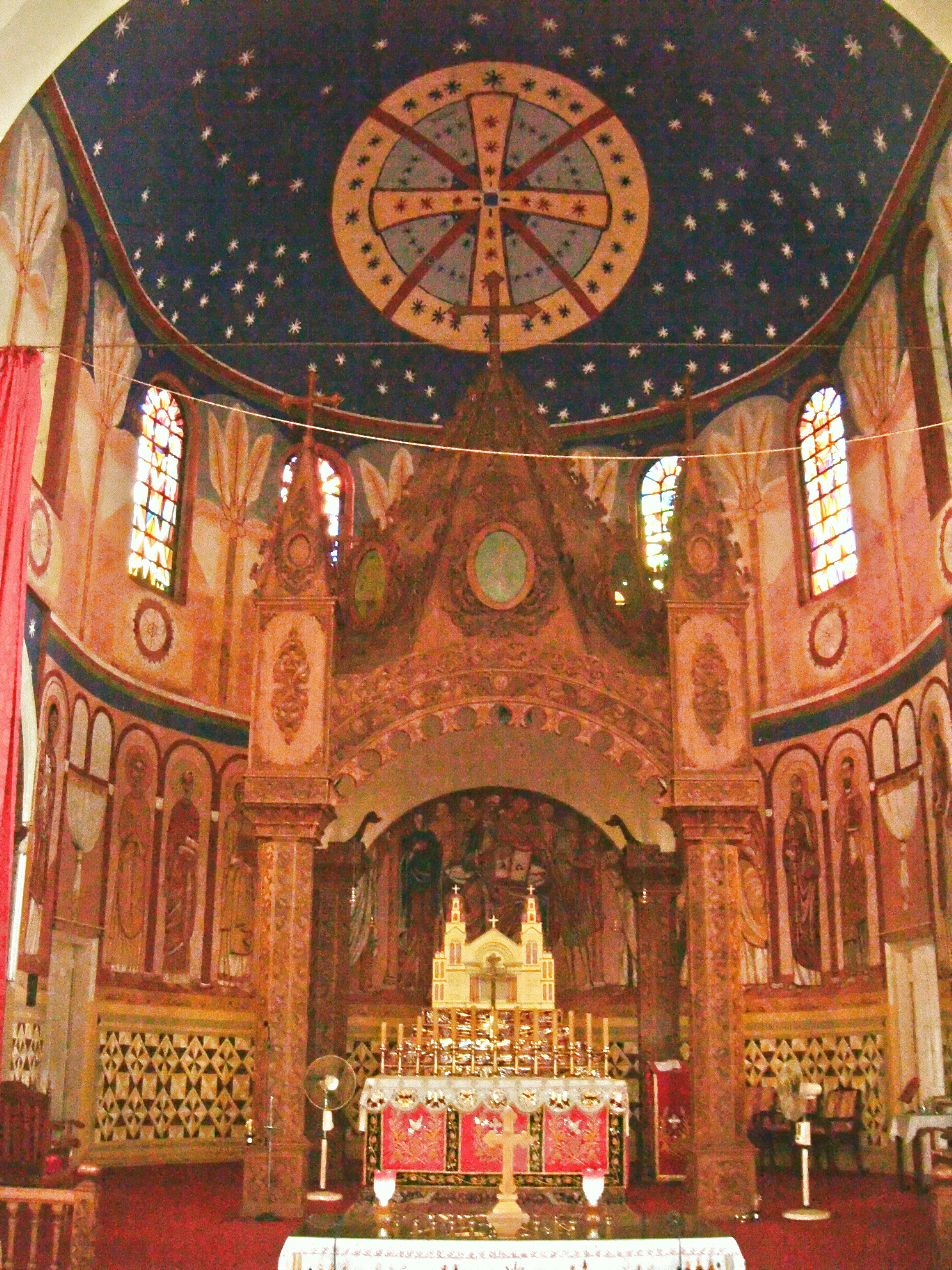
St. Mary’s Cathedral, Chorraum, 2013
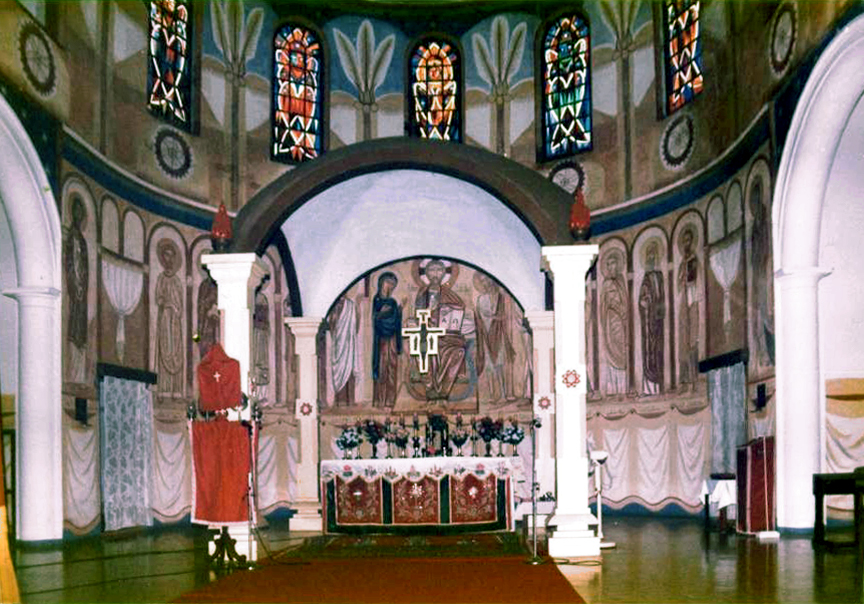
St. Mary’s Cathedral Trivandrum, Hauptaltar, 1995
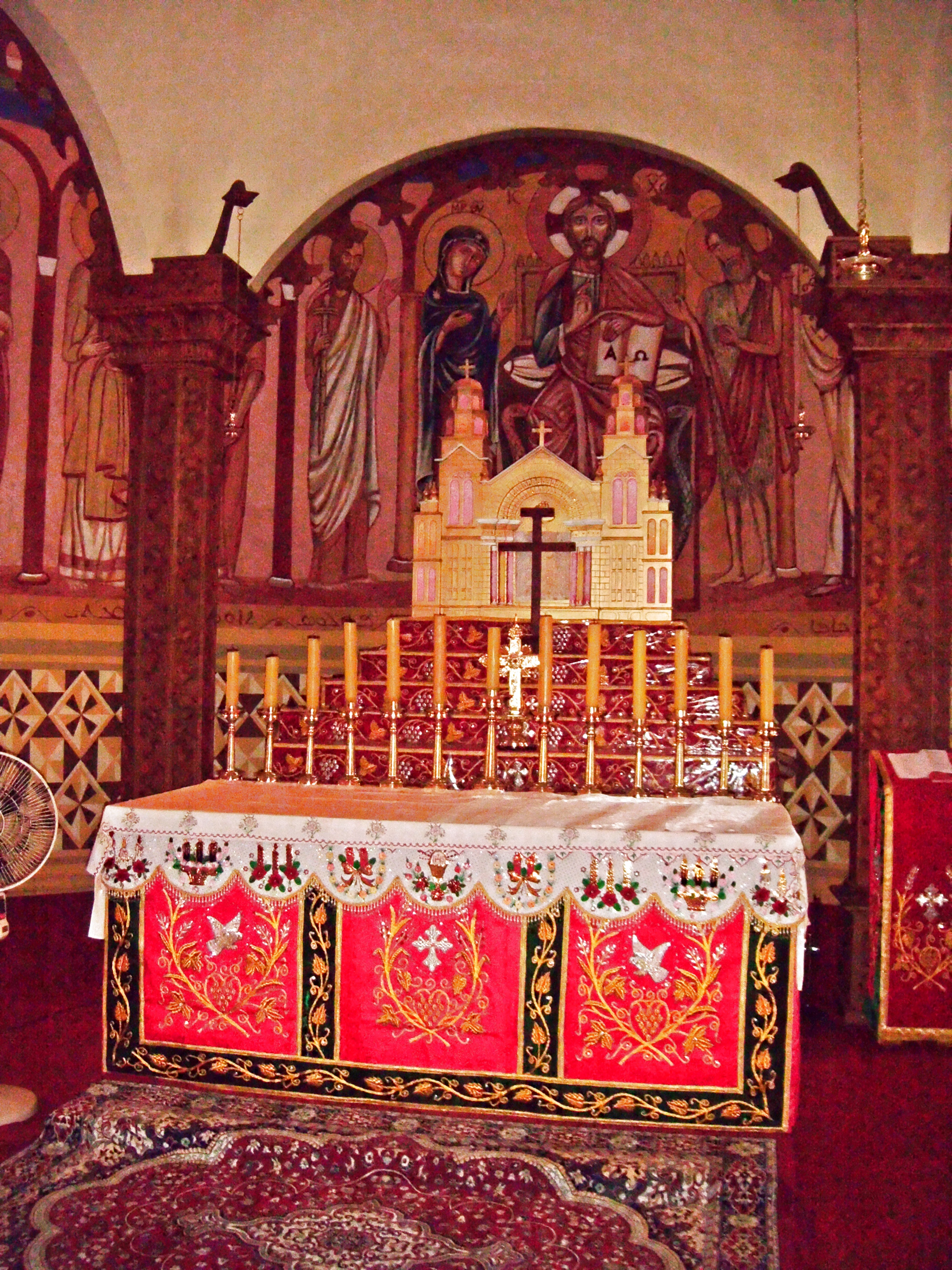
St. Mary’s Cathedral, Hochaltar, 2013
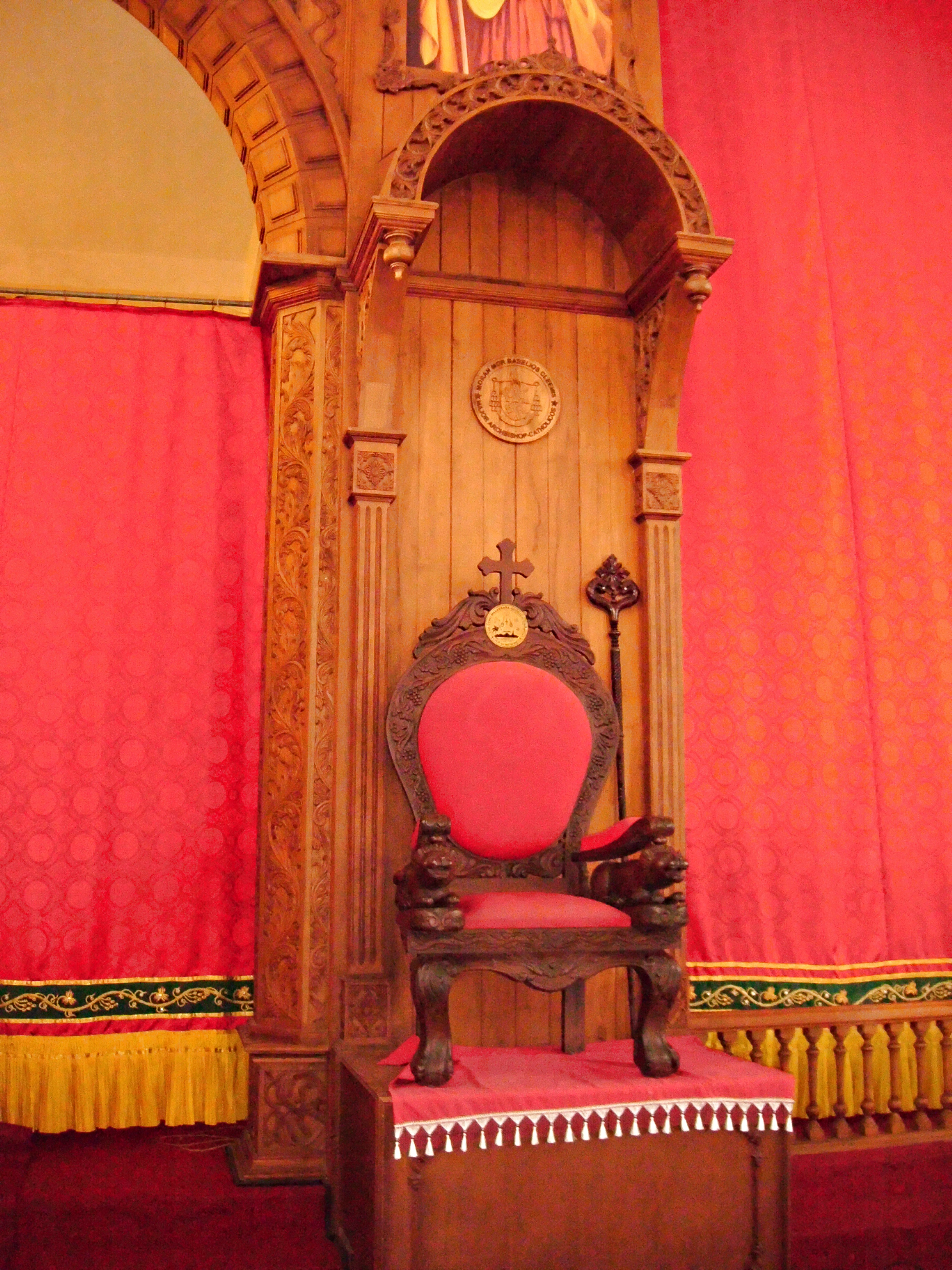
St. Mary’s Cathedral, Thron des Großerzbischofs
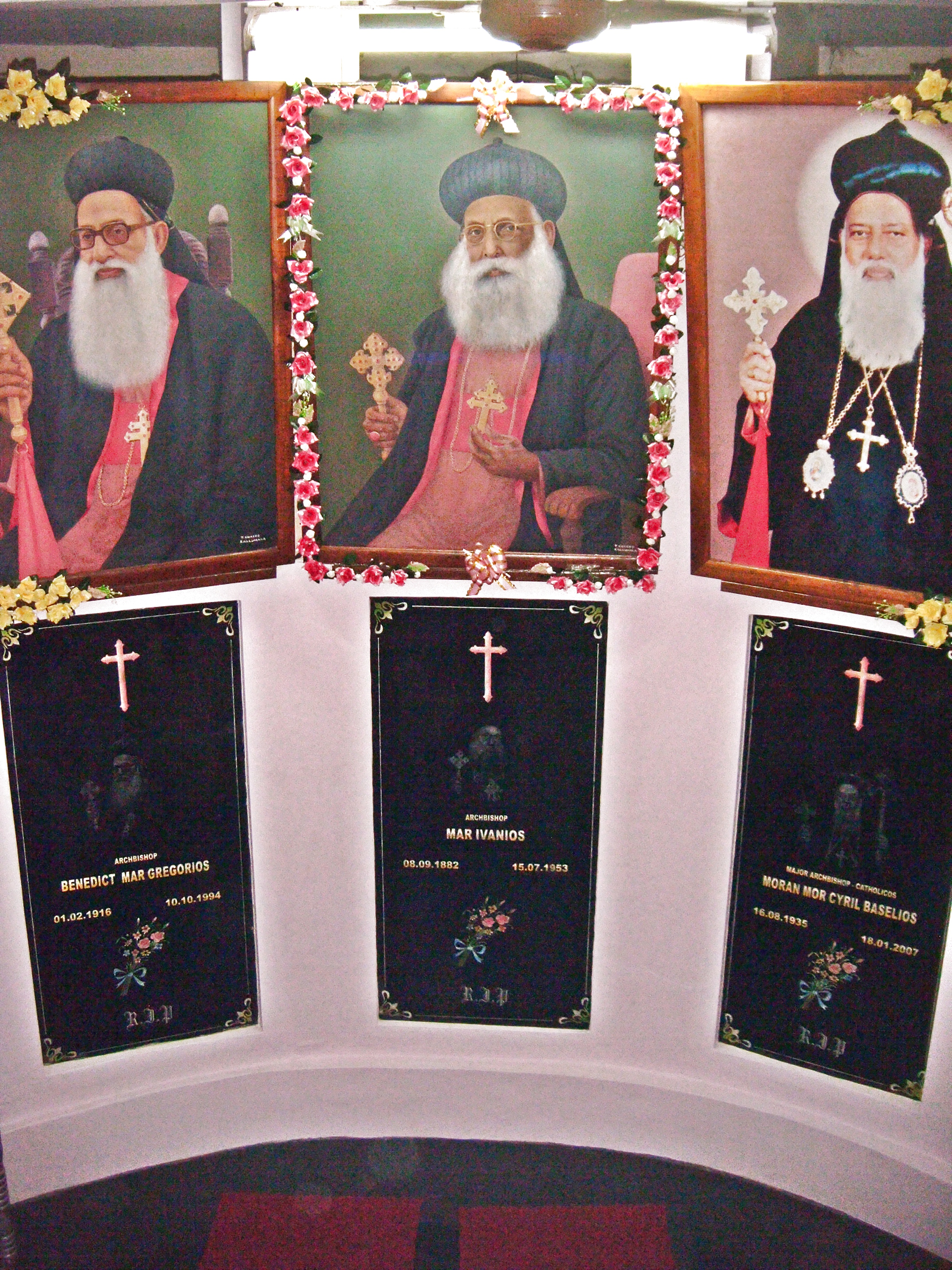
St. Mary’s Cathedral Trivandrum, Krypta mit Erzbischofsgräbern, 2013
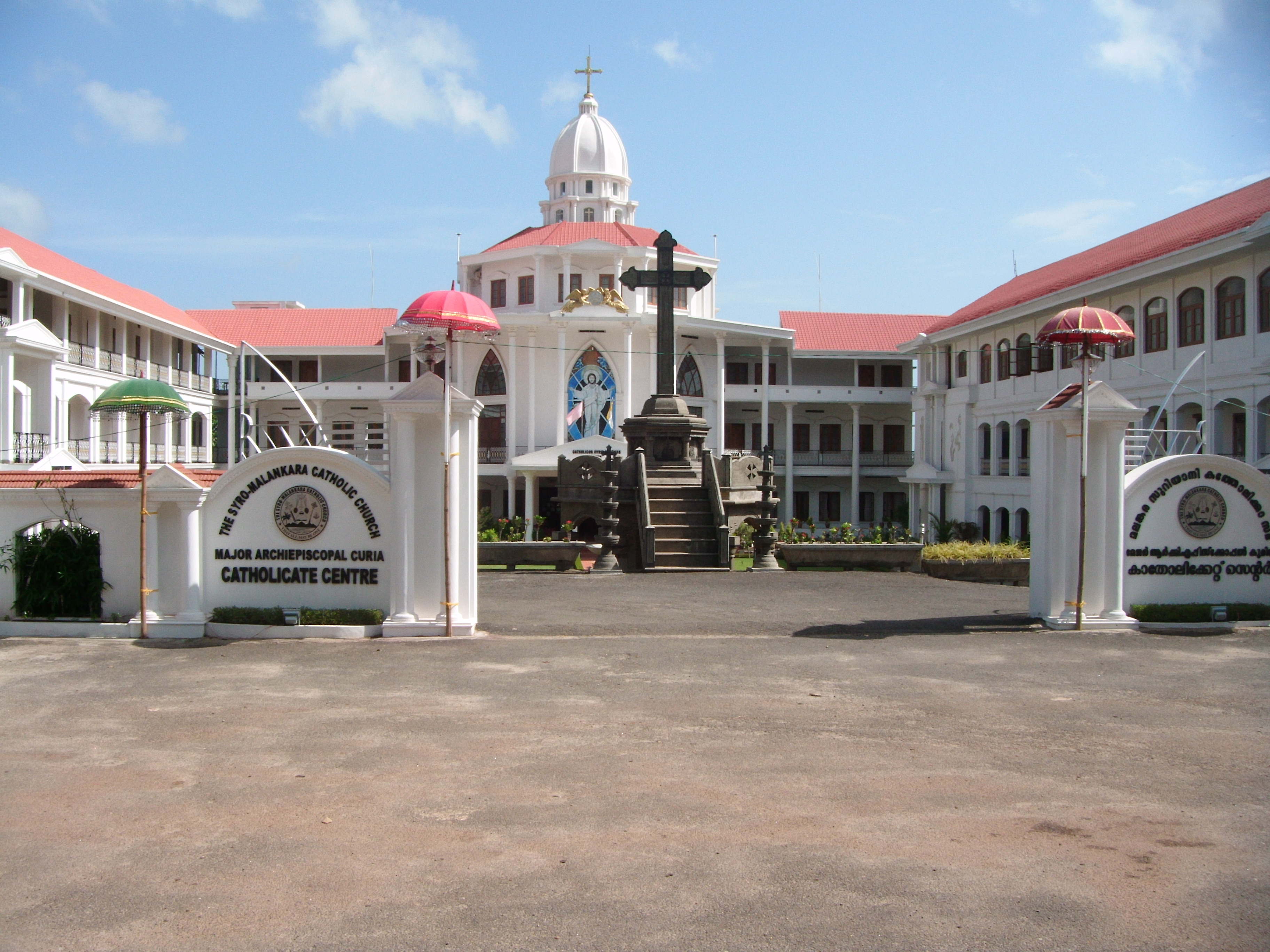
Trivandrum, großerzbischöfliche Kurie